# Giovanni Cassandro
Giovanni Cassandro (Barletta, 21 aprile 1913 – Roma, 10 ottobre 1989) è stato un giurista e politico italiano.

## Biografia
Laureatosi giovanissimo in giurisprudenza all'Università di Bari, pubblicò la sua tesi di laurea sul diritto pubblico dal titolo Lineamenti del Regno di Sicilia, citra Farum, sotto gli Aragonesi negli «Annali» del Seminario giuridico economico dell'Università.
Nel 1934 vinse il concorso per la carriera direttiva dell'Archivio di Stato e si trasferì a Venezia. Qui si appassionò alla storia del diritto della Serenissima, tematica oggetto di alcune delle sue pubblicazioni, tra cui figura Le rappresaglie e il fallimento a Venezia (1938). A Venezia inoltre fece gli importanti incontri con i due storici Roberto Cessi e Gino Luzzatto e soprattutto con lo storico e critico letterario Fausto Nicolini, allora direttore dell’Archivio dei Frari.
Trasferitosi a Napoli nel 1936 venne a conoscere Benedetto Croce e fece parte dei gruppi di antifascisti intorno al filosofo. In questo periodo si concentrò i suoi studi su tematiche storiografiche e giuridiche legate al mezzogiorno italiano, tra cui si ricordano gli scritti Storia delle terre comuni e degli usi civici nell'Italia meridionale (1943) e Storia di una terra del Mezzogiorno: Atena Lucana e i suoi statuti (1943).
Nel 1943 fu fra i promotori del Partito Liberale Italiano, di cui nell'aprile 1944, appena compiuti 31 anni, divenne segretario generale per la parte del PLI che rappresentò le terre già liberate. Fu protagonista del Congresso Liberale per le terre liberate che si svolse a Napoli dal 2 al 4 giugno 1944, Congresso in cui venne confermato in tale carica. Ma con la liberazione di Roma lo stesso 4 giugno si impose la necessità della unificazione dei liberali meridionali con la parte del partito che era rimasto a Roma sotto l'occupazione tedesca. Per dare un segno di solidarietà con il Nord ancora sotto il regime fascista di Salò, venne deciso di nominare segretario generale del PLI unificato il torinese Manlio Brosio, mentre Cassandro rimase vicesegretario. Mantenne questa carica anche quando la segreteria passò, nel dicembre 1944, a Leone Cattani.
Dopo le dimissioni di questi, nel dicembre 1945, Cassandro, affiancato dagli altri vicesegretari Anton Dante Coda e Franco Libonati, fu reggente la segreteria generale fino al III Congresso del PLI nel maggio 1946, quando fu rieletto segretario. Sempre rappresentando una posizione di centro moderato nel senso crociano, Cassandro si espose poco come leader politico, ruolo che preferì lasciare ad altri. Gli venne tuttavia attribuita una certa responsabilità per l'integrazione nel PLI di partiti della destra monarchica, come il Partito Democratico Italiano, nell'autunno 1946. 
Al IV Congresso del partito nel dicembre 1947 la destra ebbe la meglio sulla corrente di centro, il che implicò il cambio alla segreteria generale: Cassandro fu sostituito con Roberto Lucifero. Da allora non è più riuscito ad avere un ruolo di rilievo nel PLI.
Dopo la fine della seconda guerra mondiale ha fatto parte della Consulta Nazionale, ma non fu eletto all'Assemblea Costituente nel 1946.
Libero docente dal 1938, nel 1947 divenne professore di storia del diritto italiano all'Università di Bari. Il 30 novembre 1955 fu eletto giudice della Corte costituzionale dal Parlamento in seduta comune e giurò il 15 dicembre 1955. Cessò dalla carica il 15 dicembre 1967.
In seguito è stato professore di storia del diritto comune prima e di storia del diritto italiano poi alla Facoltà di Giurisprudenza dell'Università di Roma La Sapienza, fino al 1983. Durante questi anni concentrò l’attività di ricerca nel campo del diritto commerciale, del diritto comune e riprendendo lo studio di tematiche giuridiche legate alla storia meridionale. Tra le sue pubblicazioni figurano Metodologia storica e storia giuridica (1949); Storia del diritto commerciale (1951); Vicende storiche della lettera di cambio (1955); Lezioni di diritto comune (1971). Accanto all’attività accademica a Roma, ricoprì anche la carica di Giudice delle Appellazioni e delle nullità presso la Repubblica di San Marino.